# پلونا (کانزاس)
پلون (به انگلیسی: Plevna) شهری در ایالت کانزاس کشور ایالات متحده آمریکا است که جمعیت آن در سرشماری سال ۲۰۱۰ میلادی، ۹۸ نفر بوده‌است.